# Bergtjärnen (Jokkmokks socken, Lappland, 735985-171587)
Bergtjärnen är en sjö i Jokkmokks kommun i Lappland och ingår i Luleälvens huvudavrinningsområde.